# Pike megye (Georgia)
Pike megye az Amerikai Egyesült Államokban, azon belül Georgia államban található. Megyeszékhelye és legnagyobb városa Zebulon. Lakosainak száma 18 889 fő (2020. április 1.). Pike megye Spalding, Lamar, Upson és Meriwether megyékkel határos.

## Népesség
A megye népességének változása:
| Lakosok száma | 17 924 | 17 784 | 17 809 | 17 796 | 17 941 | 18 889 |
|               | 2010   | 2011   | 2012   | 2013   | 2015   | 2020   |